# Hungarobelba pyrenaica
Hungarobelba pyrenaica är en kvalsterart som beskrevs av Miko och Travé 1996. Hungarobelba pyrenaica ingår i släktet Hungarobelba och familjen Hungarobelbidae. Inga underarter finns listade i Catalogue of Life.